# Jae Park
Park Jae-hyung (em coreano:  박제형; nascido em 15 de setembro de 1992), frequentemente creditado na carreira musical pelo seu nome artístico Jae é um cantor argentino de origem sul-coreana. Ele ficou popularmente conhecido como um dos seis finalistas do popular programa de sobrevivência exibido pela SBS, K-pop Star, durante a sua primeira temporada e mais tarde, apareceu na segunda parcela do mesmo programa. Ele estreou como integrante banda de rock sul-coreana Day6 em 2015.

## Início da vida
Jae nasceu na Argentina. Ele morou Long Beach, Califórnia com sua família. Formou-se em Cerritos High School e mais tarde estudou ciência política na Universidade do Estado da Califórnia, Long Beach até que ele fez o teste para o SBS Kpop Star e passou as preliminares, em que ele voou para a Coreia do Sul para participar do programa. Ele foi eliminado em 1 de abril de 2012, e foi, mais tarde, revelou ter assinado um contrato exclusivo com a JYP, juntamente com o colega participante Baek A-yeon, e a vencedora da temporada Park Ji-min.

## Estreia e atividades
Jae estreou em 7 de setembro de 2015 como o guitarrista da primeira banda de rock de JYP, Day6. O grupo estreou com o seu primeiro mini-álbum, The Day, em que todos os membros participaram. No final de Março de 2016, eles lançaram um segundo mini-álbum, chamado Daydream em que Jae participou na realização de duas músicas ("Blood" e "First Time").
Em 28 de junho de 2016, ele foi apresentado como o novo apresentador do Arirang's After School Club, como "Flower Child", com a companhia de Park Ji-min do duo 15& e Kevin Woo (antigo membro do U-KISS).
Em 29 de dezembro de 2016, Day6 anunciou o Every Day6 project, onde eles lançaram 2 músicas por mês, entre janeiro e dezembro de 2017. Em 7 de junho de 2017, Day6 lançou o seu 1º álbum de estúdio Sunrise.
Jae também tem um canal no YouTube, antigamente conhecido como JaeSix, atualmente o canal leva o nome do projeto pessoal dele, eaJ. O projeto "eaJ" teve seu lançamento em 17 de janeiro de 2020 com a música "LA TRAINS". 
Em 4 de fevereiro de 2020 teve sua estreia com um novo podcast da DIVE Studios, intitulado de "How Did I Get Here? w/ Jae of DAY6"..
Em janeiro de 2022 com a saída do Jae da empresa responsável pelo grupo, a JYP Entertainment. O contrato do músico foi rescindido, mas os motivos para essa saída repentina não foram divulgadas pela companhia, mas há especulações de que havia descaso com a carreira do guitarrista e, por isso, tinham alguns atritos com a gestão 
POLÊMICAS
Jae Park, se envolveu em uma baita polêmica após difamar a cantora sul-coreana Park Ji-min durante uma transmissão ao vivo. Desde que deixou o grupo de K-Pop no final de 2021, ele vem se comunicando com os fãs através de lives e foi durante uma delas que ele chamou a artista de “v*dia” sem qualquer motivo.
As falas repercutiram negativamente, o que levou Jae a se desculpar com a cantora e todas as pessoas que se sentiram ofendidas: “Foi definitivamente um comentário de mau gosto e me sinto péssimo por fazer Jamie se sentir como ela se sente”